# 錦町 (江別市)
錦町（にしきちょう）とは、北海道江別市の町丁。郵便番号は069-0811。人口は2030人、世帯数は1042世帯（2023年12月1日現在）。丁目の設定のない単独町名である。住居表示は全域で未実施。

## 地理
錦町は函館本線の北西側に位置する地域で、町内を2番通が横断している。

## 歴史

### 年表
- 1963年（昭和38年）
  - 12月28日 - 「字元野幌」の一部が「錦町」に町名地番変更[5]。
- 1982年（昭和57年）
  - 11月1日 - 「元野幌」の一部が「錦町」に町名地番変更[5]。

### 町名の変遷
町名の変遷は以下の通りである。
| 実施後 | 実施年月日     | 実施前（各町名ともその一部） |
| ------ | -------------- | ---------------------------- |
| 錦町   | 1963年12月28日 | 字元野幌                     |
| 錦町   | 1982年11月1日  | 元野幌                       |

## 世帯数と人口
2023年（令和5年）12月1日現在の世帯数と人口は以下の通りである。
| 町丁 | 世帯      | 人口    |
| ---- | --------- | ------- |
| 錦町 | 1,042世帯 | 2,030人 |
| 計   | 1,042世帯 | 2,030人 |

### 人口の変遷
国勢調査による人口の推移。
| 1995年（平成7年）  | 2,158人 | [ 6 ]  |  |
| 2000年（平成12年） | 2,105人 | [ 7 ]  |  |
| 2005年（平成17年） | 2,014人 | [ 8 ]  |  |
| 2010年（平成22年） | 1,848人 | [ 9 ]  |  |
| 2015年（平成27年） | 1,760人 | [ 10 ] |  |
| 2020年（令和2年）  | 1,829人 | [ 11 ] |  |

### 世帯数の変遷
国勢調査による世帯数の推移。
| 1995年（平成7年）  | 779世帯 | [ 6 ]  |  |
| 2000年（平成12年） | 825世帯 | [ 7 ]  |  |
| 2005年（平成17年） | 826世帯 | [ 8 ]  |  |
| 2010年（平成22年） | 808世帯 | [ 9 ]  |  |
| 2015年（平成27年） | 789世帯 | [ 10 ] |  |
| 2020年（令和2年）  | 844世帯 | [ 11 ] |  |

## 小・中学校の通学区
小・中学校の通学区は以下の通り。
| 町丁 | 字・番地 | 小学校     | 中学校     |
| ---- | -------- | ---------- | ---------- |
| 錦町 | 全域     | 中央小学校 | 中央中学校 |

## 施設

### 公共・公的施設
- 江別保健所（錦町4-1）[13]
- 江別市総合社会福祉センター（錦町14-87）[14]
- 江別市夜間急病センター（錦町14-5）[15]
- 野幌錦町郵便局（錦町42-5）[16]

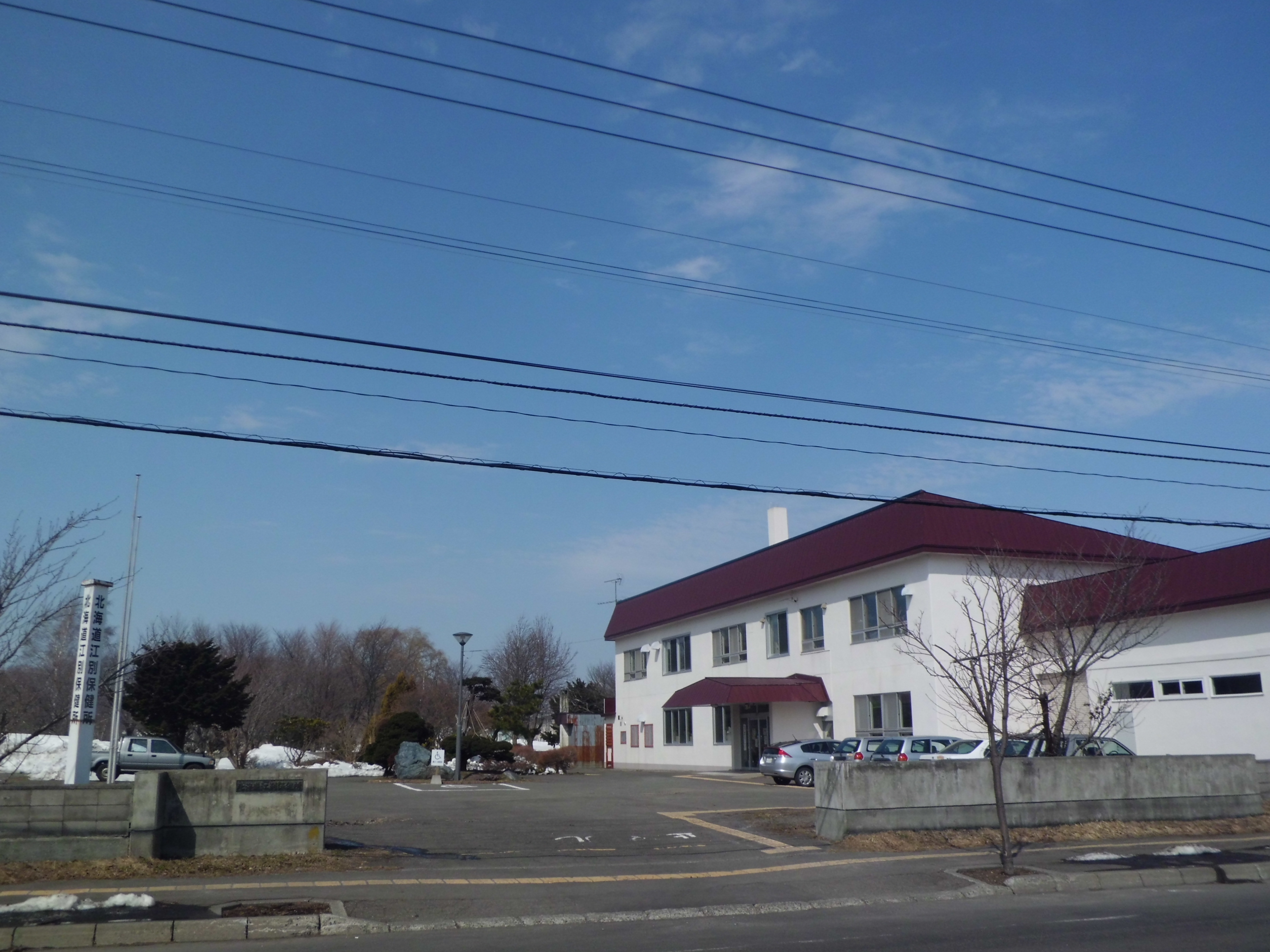
江別保健所
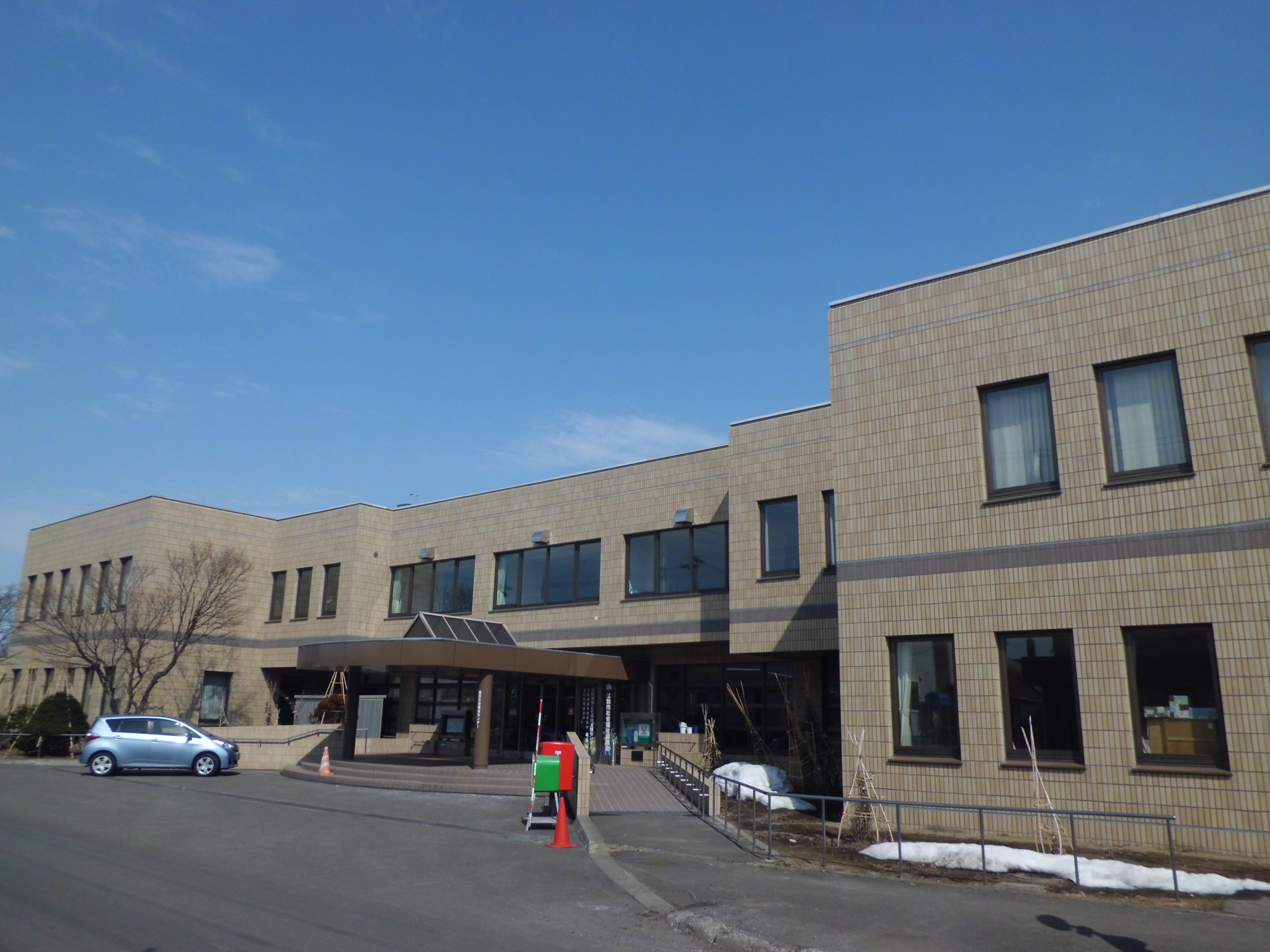
江別市総合社会福祉センター
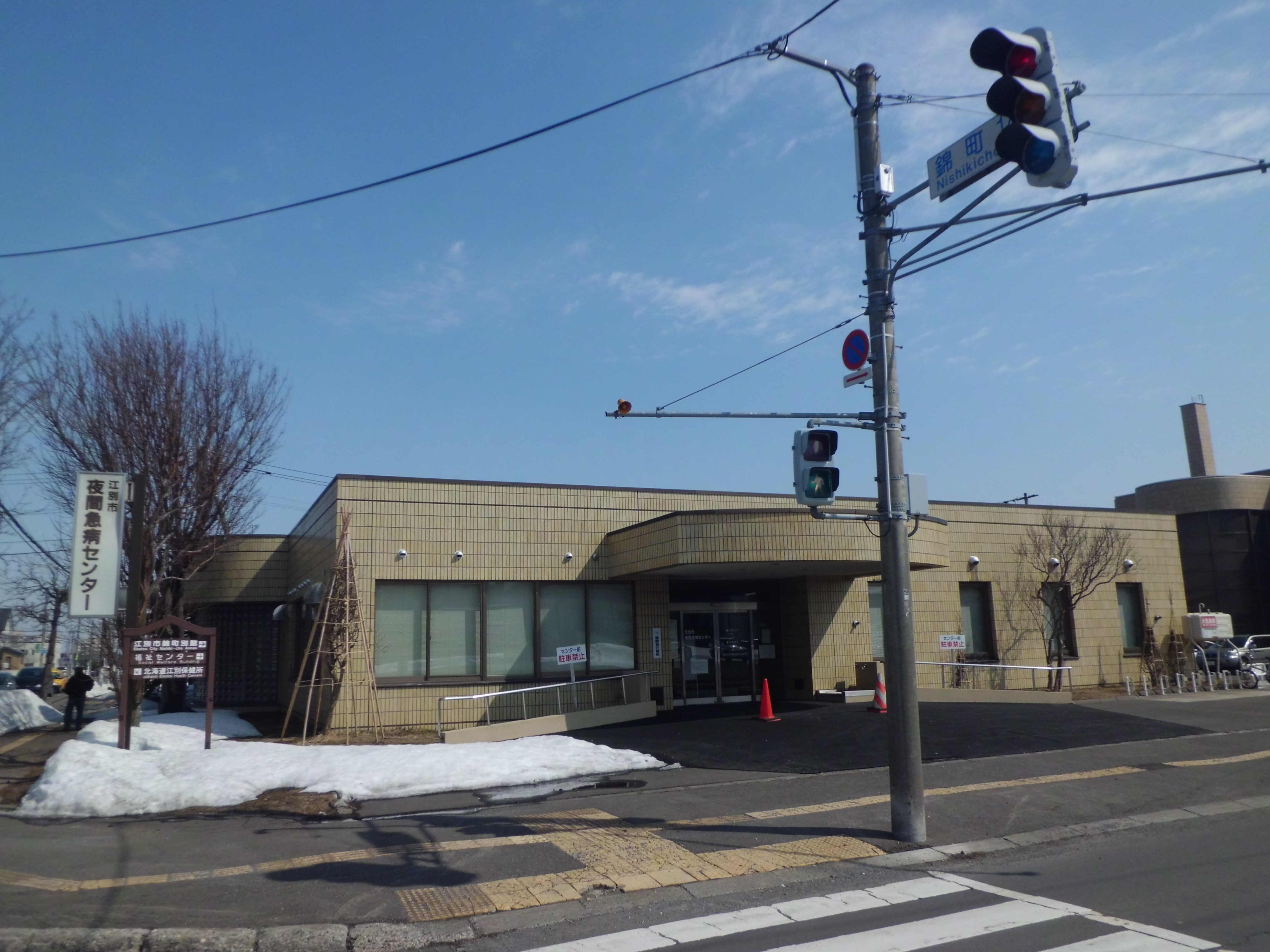
江別市夜間急病センター
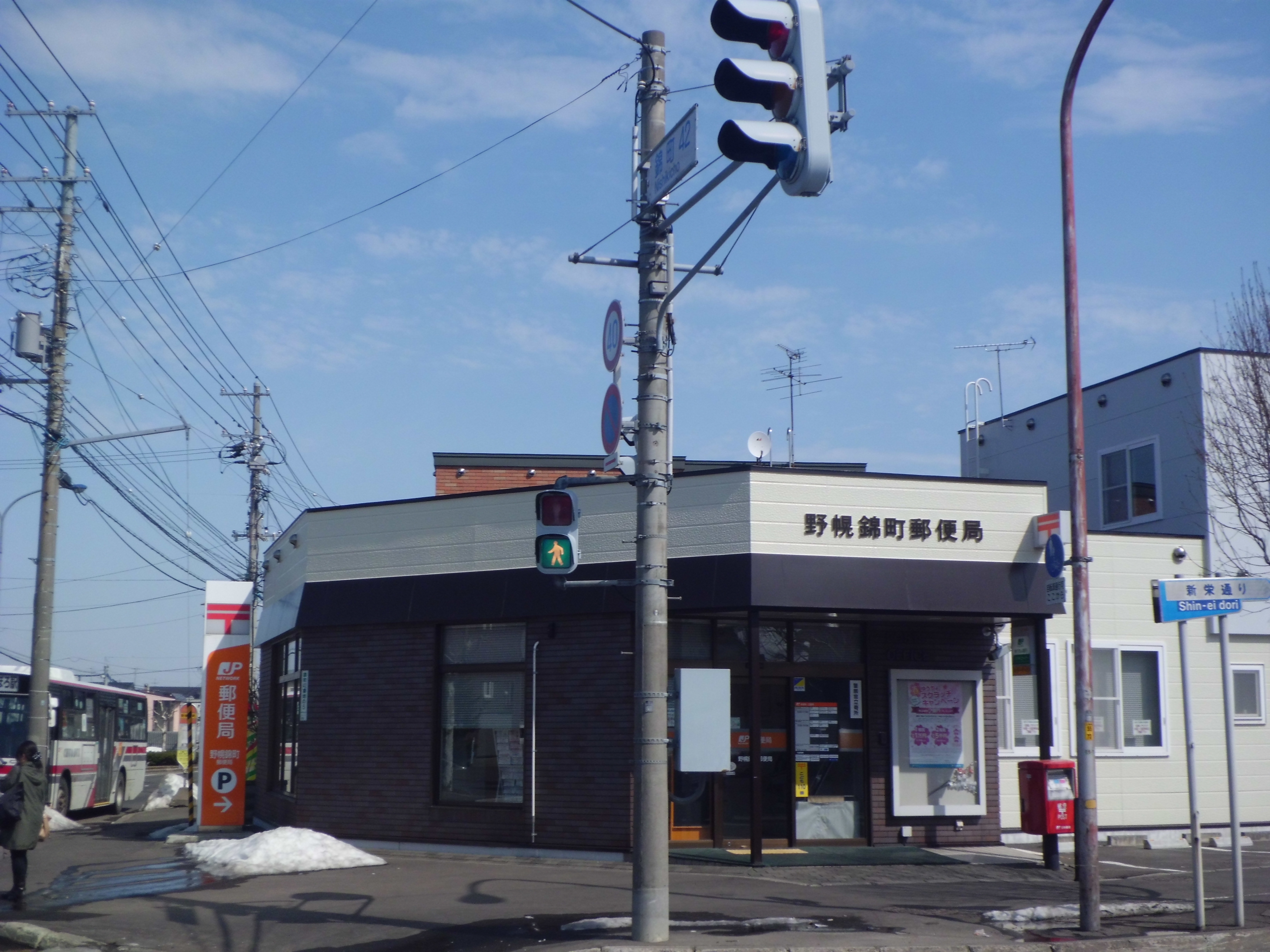
野幌錦町郵便局

### 公園
- こすもす公園（錦町34-9）[17]
- 錦町公園（錦町5）[17]
- ひなげし公園（錦町49-4）[17]

### 住宅
- 市営住宅 新栄団地（錦町18-1）[18]

### 企業・店舗
- セブンイレブン 江別錦町（錦町8-2）[19]
- ピザハット 野幌店（錦町13-70）[20]
- サツドラ 江別錦店（錦町43-3）[21]
- 公文式 中央小前教室（錦町14-33）[22]

### 医療・福祉
- 社会福祉法人えべつ幸誠会 生活介護事業所なでしこ（錦町3-5）[23]

## 交通

### 鉄道
- 鉄道駅は町内には存在しない[24]。最寄り駅は函館本線の野幌駅[24]。
  -  北海道旅客鉄道
    - ■函館本線

### バス
- 町内に北海道中央バスの路線がある[25]。

### 道路
- 一般国道
  - 町内に一般国道は存在しない[26]。

- 一般道道
  - 町内に一般道道は存在しない[26]。

- 都市計画道路
  - 3・3・303 3番通[27][28]
  - 3・4・313 2番通[27][28]
  - 3・4・318 新栄通[27][28]